# حمام شیشه

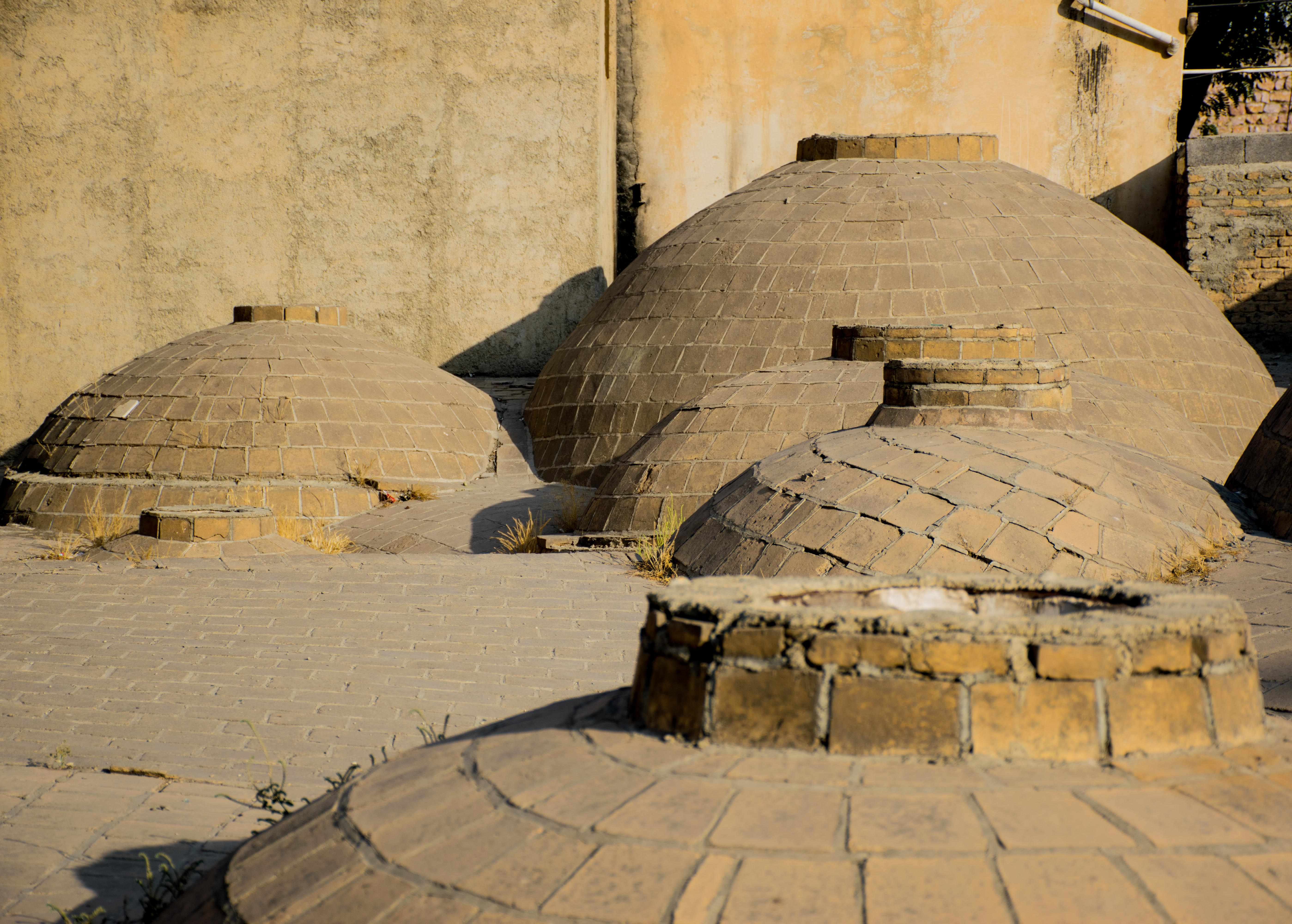

حمام شیشه در ضلع شمالی بلوار کردستان در سنندج و مجاور پل و مسجد «ملاویسی» قرار دارد و از بناهای عمومی و قدیمی شهر سنندج به شمار می‌رود. این حمام دارای فضاهای ورودی، هشتی، سربینه و حمام گرم با ستون‌های سنگی است. سکوها، آب نمای گرم و سرد، خزینه و خلوتی بنا دارای خصوصیات ویژه‌ای است. در حمام زنانه در کوچه مجاور حمام قرار دارد. از در و پنجره‌ها و شیشه‌های رنگی، که وجه تسمیه حمام به آن باز می‌گردد، آثار زیادی باقی نمانده‌است. از دیگر ویژگی‌های این بنا، تزیینات آهک بری است که شامل نقش‌های مختلف گیاهی و حیوانی است. به احتمال قریب به یقین این حمام در دوره قاجار بنا شده‌است. حمام شیشه تا چند سال پیش مورد استفاده بود.
این حمام تاریخی در سال ۸۳ به صورت کامل مرمت شد و قرار شد که به عنوان یکی از آثار تاریخی مورد بازدید گردشگران و به عنوان موزه دائمی عکس کردستان قرار گیرد ولی تنها یک سال بعد از مرمت، درب حمام شیشه بسته شد. عبور کانال فاضلاب شهر سنندج از نزدیکی آن باعث شده تا آب به دیوارهای آن نفوذ پیدا کرده و هر روز بخشی از دیوارهای حمام تاریخی شیشه از بین برود که با توجه به این وضعیت هر روز بخشی از گچ و گل روی دیوارهای حمام شیشه فرو می‌ریزد و اگر این روند ادامه داشته باشد بدون شک باید منتظر تخریب کل دیوارها بود.